# Honshū
Honshū (本州; ほんしゅう) ( ? i  escolteu-ne la pronunciació en japonès) és l'illa més gran del Japó.
 És l'illa principal de l'estat i se situa al sud de Hokkaidō, separada per l'estret de Tsugaru, al nord de Shikoku, separada pel mar Interior de Seto i al nord-est de Kyūshū, separada per l'estret de Kanmon.
La major part de la indústria japonesa es troba en un cinturó que recorre la costa sud de Honshu, des de Tòquio fins a Nagoya, Kyōto, Osaka, Kobe i Hiroshima; per contra, l'economia al llarg de la costa nord-oest del mar del Japó es basa en gran manera en la pesca i l'agricultura. L'illa està enllaçada amb les altres tres illes japoneses importants per una sèrie de ponts i túnels. L'illa comparteix principalment dos climes, el nord de Honshu és principalment un clima continental humit mentre que el sud té un clima subtropical humit.

## Etimologia
El nom de l'illa, Honshū (本州), es tradueix com a «illa principal» en català.

## Geografia

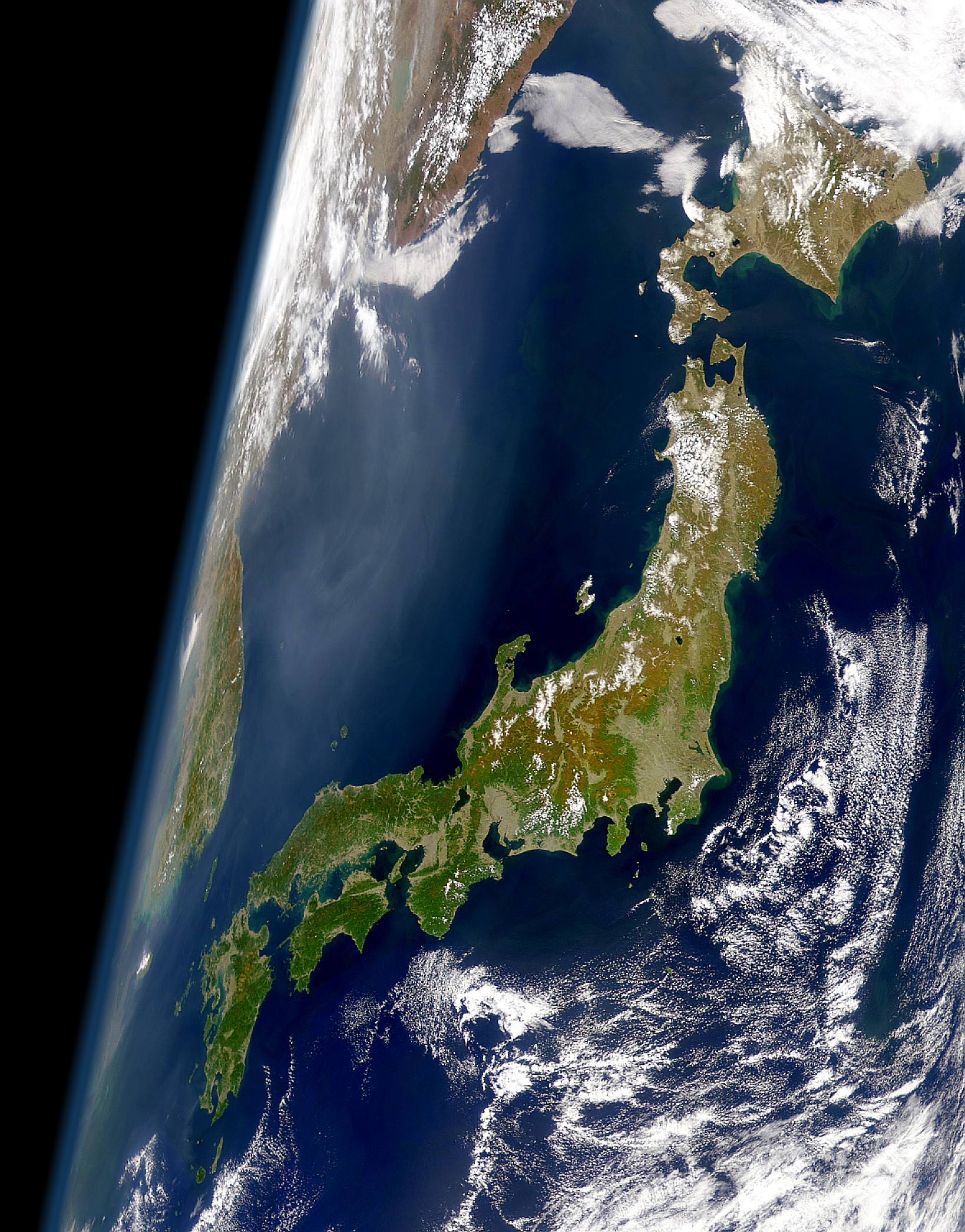
Japó vist des d'un satèl·lit. Honshu és l'illa més gran i mitjana.

L'illa té aproximadament 1300 km de llarg i oscil·la entre 50 i 230 km d'ample, i la seva superfície total és de 227.960 km², una mica més gran que l'illa de Gran Bretanya 209,331 km²,
el que suposa al voltant del 60% de l'àrea total del Japó. Per superfície, és la setena illa més gran del món i també és la segona més poblada després de l'illa indonèsia de Java.La seva superfície terrestre ha anat augmentant amb la recuperació de terres i l'aixecament de la costa al nord a causa de la tectònica de plaques amb un límit convergent. Honshu té 10084 km del litoral.
Muntanyosa i volcànica, Honshu experimenta terratrèmols freqüents (el gran terratrèmol de Kantō va danyar molt a Tòquio el setembre de 1923, i el Terratrèmol i tsunami del Japó del 2011 va moure la part nord-est de l'illa en quantitats variables de fins a 5,3 m. mentre provocava tsunamis devastadors). El cim més alt és el volcà actiu Mont Fuji amb 3.776 m, que fa de Honshu la setena illa més alta del món. Hi ha molts rius, inclòs el riu Shinano, el més llarg del Japó. Els Alps Japonesos abasten l'amplada de Honshu, des de la costa del «Mar del Japó» fins a la costa del Pacífic. El clima és generalment subtropical humit a l'oest del Japó i continental humit al nord.

### Població
Honshu té una població total de 104 milions de persones, segons una estimació de 2017, el 81,3% de la població del Japó. La ciutat més gran és Tòquio (població: 37.339.804), la capital del Japó i part de l'Àrea del Gran Tòquio, l'àrea metropolitana més poblada del món.
Aproximadament el 30% de la població total resideix a l'àrea del Gran Tòquio a la plana de Kantō. Com a centre històric del poder cultural i polític japonès, l'illa inclou diverses capitals japoneses anteriors, com Kyōto, Nara i Kamakura. Gran part de la costa sud de l'illa forma part del cinturó de Taiheiyō, una megalòpolis que abasta diverses de les illes japoneses. Honshu conté la muntanya més alta del Japó, el mont Fuji, i el seu llac més gran, el llac Biwa.
En ser el centre històric de la cultura japonesa i poder polític, a l'illa trobem antigues capitals del Japó com Kyoto, Nara i Kamakura. Una gran part de la costa sud forma part de la megalòpoli japonesa que s'estén per diverses illes de l'arxipèlag.

### Ponts i túnels
Honshu està connectat amb les illes d'Hokkaidō, Kyūshū i Shikoku per túnels i ponts. S'han construït tres sistemes de ponts a través de les illes del mar Interior entre Honshu i Shikoku (pont Akashi Kaikyō i pont Ōnaruto; pont Shin-Onomichi, pont Innoshima, pont Ikuchi, pont Tatara, pont Ōmishima, pont Hakata-Ōshima i el pont Hakata-Ōshima). Pont Kurushima-Kaikyō; Pont Shimotsui-Seto, Pont Hitsuishijima, Pont Iwakurojima, Pont Yoshima, Pont Kita Bisan-Seto i Pont Minami Bisan-Seto), el túnel Seikan connecta Honshu amb Hokkaidō i el pont Kanmonkyo i el túnel Kanmon Honshu amb Kyūshū.

### Transport
El Tokaido Shinkansen, inaugurat el 1964 entre Tòquio i Shin-Ōsaka, és la primera línia ferroviària d'alta velocitat del Japó. És la línia ferroviària d'alta velocitat més antiga del món i una de les més utilitzades. El San'yō Shinkansen, connecta les dues ciutats més grans de l'oest del Japó, Shin-Osaka a Osaka amb l'estació de Hakata a Fukuoka. Tant el Tokaido Shinkansen com el Sanyo Shinkansen ajuden a formar un ferrocarril continu d'alta velocitat a través de la megalòpolis del Cinturó de Taiheiyō.

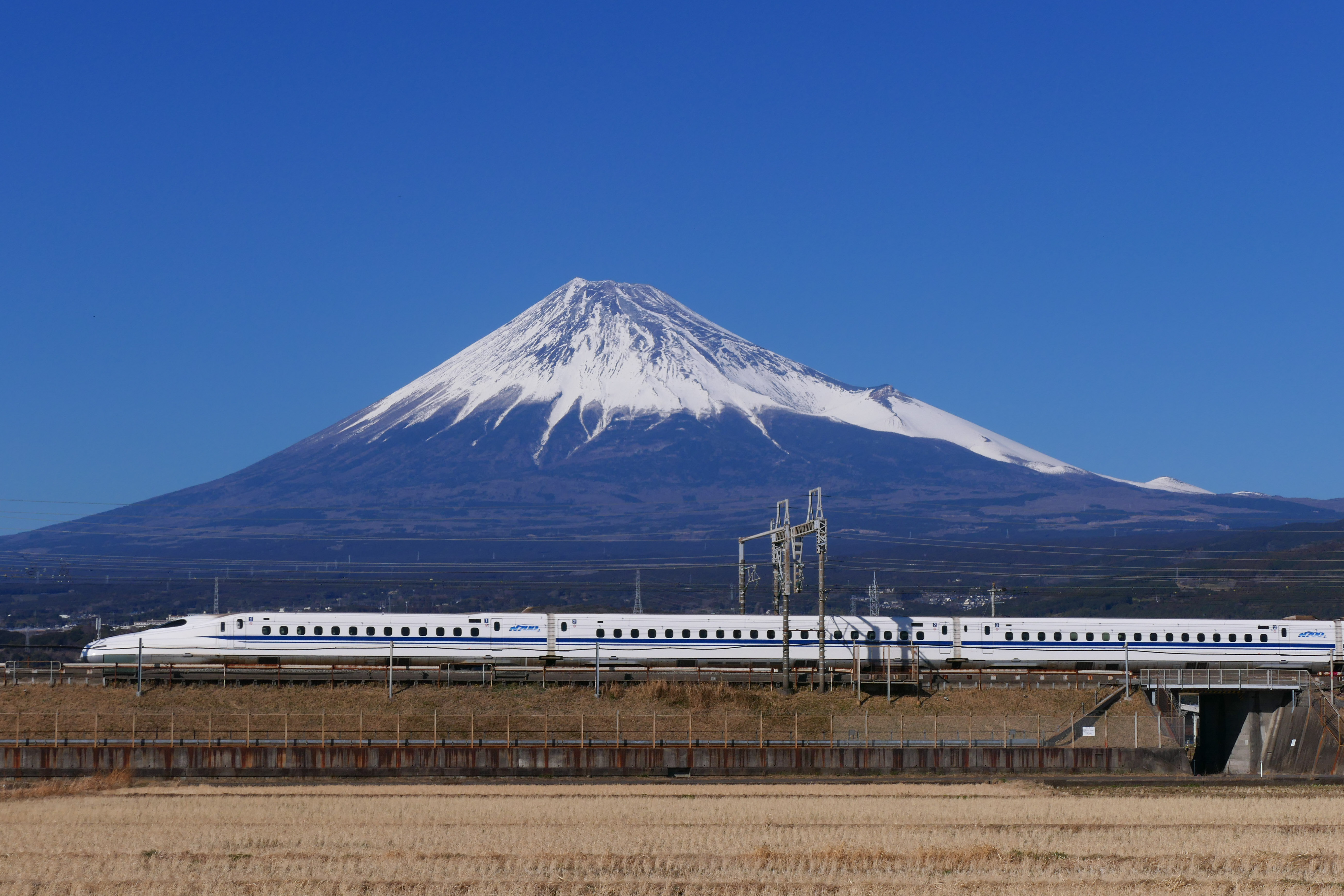
El mont Fuji i el Tokaido Shinkansen

### Activitat Geològica
Al Cinturó de foc del Pacífic, l'illa de Honshu és sísmicament activa i acull 40 volcans actius.
El 2011, es va produir un terratrèmol de magnitud 9,0-9,1 a la costa de Honshu, generant ones de tsunami de fins a 40,5 metres (133 peus) d'alçada i matant 19.747 persones. Va ser el terratrèmol més potent maig registrat al Japó, i el quart terratrèmol més potent del món des que es va iniciar el manteniment de registres moderns el 1900. El tsunami va provocar posteriorment la fusió de 3 reactors nuclears a la central nuclear de Fukushima Dai-ichi, que va provocar l'accident nuclear de Fukushima I.

### Parcs

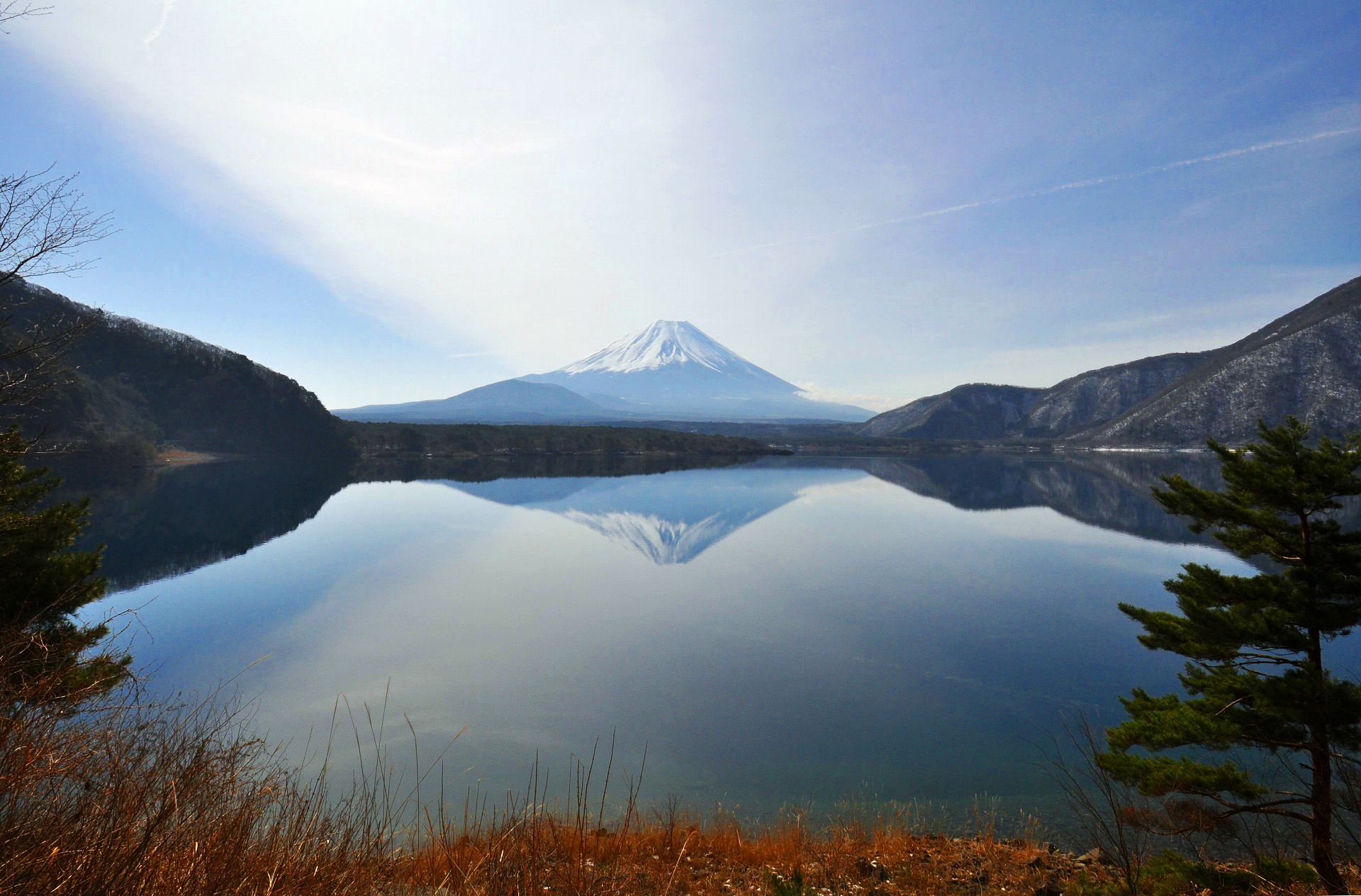
El mont Fuji vist des del llac Motosu al parc nacional Fuji-Hakone-Izu

| Parc Nacional dels Alps de Minami    | 南アルプス   |
| Parc Nacional de Chūbu-Sangaku       | 中部山岳     |
| Parc Nacional Hakusan                | 白山         |
| Parc Nacional Myōkō-Togakushi Renzan | 妙高戸隠連山 |
| Parc Nacional Daisen-Oki             | 大山隠岐     |
| Parc Nacional Chichibu Tama Kai      | 秩父多摩甲斐 |
| Parc Nacional Fuji-Hakone-Izu        | 富士箱根伊豆 |
| Parc Nacional Jōshin'etsu-kōgen      | 上信越高原   |
| Parc Nacional Nikkō                  | 日光国立公園 |
| Parc Nacional d'Ogasawara            | 小笠原       |
| Parc Nacional d'Ise-Shima            | 伊勢志摩     |
| Parc Nacional de Sanin Kaigan        | 山陰海岸     |
| Parc Nacional Yoshino-Kumano         | 吉野熊野     |
| Parc Nacional de Setonaikai          | 瀬戸内海     |
| Parc Nacional Bandai-Asahi           | 磐梯朝日     |
| Parc Nacional Sanriku Fukkō          | 三陸復興     |
| Parc Nacional Towada-Hachimantai     | 十和田八幡平 |
| Parc Nacional d'Oze                  | 尾瀬         |

| Regió   | Llista de parcs quasi nacionals |
| ------- | --- |
| Tōhoku  | Shimokita Hantō, Tsugaru, Hayachine, Kurikoma, Minami-Sanriku Kinkazan, Zaō, Oga, Chōkai |
| Kantō   | Suigo-Tsukuba, Minami Bōsō, Meiji no Mori Takao, Tanzawa-Ōyama |
| Chūbu   | Echigo Sanzan-Tadami, Myōgi-Arafune-Saku Kōgen, Sado-Yahiko-Yoneyama, Noto Hantō, Echizen-Kaga Kaigan, Yatsugatake-Chūshin Kōgen, Tenryū-Okumikawa, Chūō Alps, Ibi-Sekiga Kōwa, Ibi- Sekiga Kōga,, Mikawa Wan |
| Kansai  | Suzuka, Wakasa Wan, Tango-Amanohashidate-Ōeyama, Biwako, Murō-Akame-Aoyama, Kongō-Ikoma-Kisen, Yamato-Aogaki, Kōya-Ryūjin, Meiji no Mori Minō, Kyoto Tamba Kogen                                              |
| Chūgoku | Hyōnosen-Ushiroyama-Nagisan, Hiba-Dōgo-Taishaku, Nishi-Chūgoku Sanchi, Kita Nagato Kaigan, Akiyoshidai |

## Economia
L'illa de Honshu genera uns 4 bilions de dòlars EUA o 4/5 del PIB del Japó.

### Agricultura
Fruites, verdures, cereals, arròs i cotó constitueixen el principal producte que es conrea a Honshu. La regió de Tohoku, que abasta la part nord-est de l'illa, destaca per la seva producció d'arròs, ja que el 65% de les terres conreades són arrossars, gairebé una quarta part de tots els arrossars del Japó. La prefectura de Chiba és famosa pels seus cacauets, sent també el major productor del Japó. Les espècies rares del gènere de líquens Menegazzia només es troben a Honshu.

## Indústria
La major part del te i la seda del Japó són de Honshu.
Les tres regions industrials més grans del Japó es troben a Honshu: la regió de Keihin, la regió industrial de Hanshin i la zona industrial de Chūkyō.
La majoria de la indústria del Japó està ubicada en la costa sud de Honshū, de Tòquio a Kyoto, Osaka, Nagoya, Kobe i Hiroshima. En comparació, l'economia al nord-est està basada en gran manera en la pesca i l'agricultura.

### Minerals i combustibles
Honshu és on hi ha una gran part de les reserves minerals del Japó al llarg de petits jaciments de petroli i carbó. Diversos jaciments de carbó també es troben a la part nord de l'illa, concentrats a la prefectura de Fukushima i la prefectura de Niigata, encara que la producció de carbó de Honshu és insignificant en comparació amb Hokkaido i Kyushu. La majoria de les reserves de petroli del Japó també es troben al nord de Honshu, al llarg de la costa oest, abastant les prefectures de Niigata, Yamagata i Akita.
Pel que fa als recursos minerals, Honshu alberga la majoria del coure, plom, zinc i cromita del Japó. També hi ha dipòsits més petits d'or, plata, arsènic, sofre i pirita escampats per l'illa.

## Regions i prefectures
L'illa es divideix en cinc regions i 34 prefectures, entre les quals destaca el Tòquio metropolità.
Les regions i prefectures són:
- Chubu (centre): Aichi, Fukui, Gifu, Ishikawa, Nagano, Niigata, Toyama, Shizuoka i Yamanashi.
- Chūgoku (sud): Hiroshima, Okayama, Shimane, Tottori i Yamaguchi.
- Kantō (est): Chiba, Gunma, Ibaraki, Kanagawa, Saitama, Tochigi i Tòquio.
- Kansai (sud, nord de Chūgoku): Hyōgo, Kyoto, Mie, Nara, Osaka, Shiga i Wakayama.
- Tōhoku (nord): Akita, Aomori, Fukushima, Iwate, Miyagi, Yamagata.